# Santa Eulàlia d'Argençola
Santa Eulàlia d'Argençola és una església d'origen romànic del veïnat d'Argençola, al terme de Castellnou de Bages, al Bages.
Està situada a la vall de la riera de Tordell dins l'antiga demarcació del castell d'Argençola, antic castell molt poc documentat. Coneguda com a parròquia des del segle x, fou agregada més tard a la de Sant Cugat del Racó i finalment convertida en tinença de Castellnou. L'actual església data del segle xviii (1787) i és parròquia sufragània de la parròquia de Sant Andreu de Castellnou.